# Resolució 433 del Consell de Seguretat de les Nacions Unides
La Resolució 433 del Consell de Seguretat de les Nacions Unides, aprovada el 17 d'agost de 1978 després d'examinar l'aplicació d'Illes Salomó per a ser membre de les Nacions Unides, el Consell va recomanar a l'Assemblea general que Illes Salomó fos admesa.